# Travis Bennett

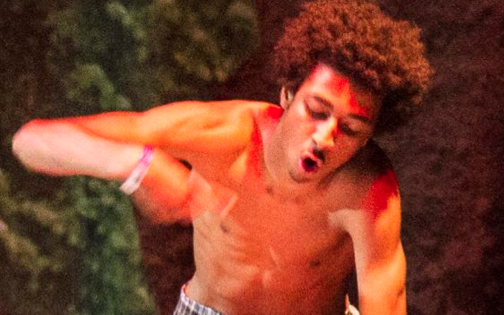
Travis nel 2012

Travis Bennett, noto anche con lo pseudonimo di Taco (California, 16 maggio 1994), è un attore e hypeman statunitense. È noto per aver fatto parte, tra il 2007 e il 2016, del collettivo alternative hip hop Odd Future. È successivamente passato alla recitazione, recitando in Loiter Squad e in Dave.

## Biografia
È il fratello minore della cantautrice Syd, cantante del gruppo The Internet. A soli 12 anni incontra Tyler, the Creator, che lo inviterà ad entrare nel suo collettivo. Nel 2007 Taco è entrato infatti in Odd Future. Ha collaborato diverse volte con il collettivo, Tina, con Jasper Dolphin e Tyler, contenuto in Bastard, B.S.D., sempre con quest'ultimi, contenuto in Goblin, in Trashwang con Na-Kel Smith, Jasper, L-Boy, Lucas, Left Brain e il cantante del gruppo hardcore Trash Talk Lee Spielman, contenuto in Wolf. Nel 2012 prende parte al cast della serie televisiva Loiter Squad, trasmesso nel blocco di Cartoon Network Adult Swim. Dopo lo scioglimento del gruppo, avvenuto nel 2016, Taco ha incominciato a recitare, nelle serie The Jellies!, Dave, nei film Jackass Forever, Confess, Fletch, Little Death e You People.

## Filmografia

### Televisione
- Workaholics – serie TV, episodio ''02x01'' (2011)
- Loiter Squad – serie TV, 31 episodi (2012-2015)
- The Jellies! – serie TV, 20 episodi (2017-2019)
- Dave – serie TV, 25 episodi (2020-presente)

### Cinema
- Jackass Forever, diretto da Jeff Tremaine (2022)
- Confess, Fletch, diretto da Greg Mottola (2022)
- You People, diretto da Kenya Berris (2023)
- Little Death, diretto da Jack Begert (2024)

### Video musicali

#### Come direttore
- Bastard, Tyler, the Creator (2010) (co-diretto con Wolf Haley)
- French, Tyler, the Creator (2010) (co-diretto con Wolf Haley)
- VCR, Tyler, the Creator (2010)

#### Come interprete
- B.S.D., Tyler, the Creator feat. Taco & Jasper (2011)
- Gucci Gucci, Kreayshawn (2011)
- Fastlane, The Internet (2011)
- Oldie, Odd Future (2012)
- Domo23, Tyler, the Creator (2013)
- Fucking Young, Tyler, the Creator (2015)

## Discografia

### Con Odd Future
- 2012 – The OF Tape Vol. 2